# Olivera Injac
Olivera Injac (en monténégrin : Оливера Ињац, née en 1976) est une femme politique monténégrine, notamment ministre de la défense du pays puis maire de Podgorica.

## Biographie
Olivera Injac naît en 1976 à Podgorica, appelée Titograd à l'époque. Elle est diplômée en philosophie de l'université du Monténégro à Nikšić en 1999, puis en sciences politiques à Podgorica en 2005. Elle obtient son doctorat avec une thèse sur les aspects culturels de la sécurité internationale en janvier 2011.
De 2000 à 2007, elle travaille au ministère de l'intérieur du Monténégro en tant qu'analyste de données et conseillère indépendante. Elle enseigne la sécurité internationale à l'université de Donja Gorica (en) à partir de 2008, étant la seule professeure sur le sujet dans le pays.
Le 27 novembre 2020, elle est nommée par Zdravko Krivokapić au poste de ministre de la défense, remplaçant Predrag Bošković. Elle garde son poste jusqu'à la formation d'un nouveau gouvernement le 28 avril 2022. En août 2022, elle intègre le nouveau parti Europe maintenant ! dont elle devient vice-présidente sous la direction de Milojko Spajić et Jakov Milatović. Deuxième sur la liste électorale du parti pour les élections locales, elle intègre le conseil municipal de Podgorica, dont elle devient maire le 13 avril 2023, remplaçant Ivan Vuković,.